# Hexeretmis
Hexeretmis is een geslacht van vlinders van de familie waaiermotten (Alucitidae).

## Soorten
- H. argo Meyrick, 1929
- H. pontopora Meyrick, 1934
- H. willineri Pastrana, 1954